# Дыменка (приток Угры)
Дыменка — река в России, протекает по Угранскому району Смоленской области. Левый приток Угры. На реке расположена деревня Сельцо Русановского сельского поселения.

## География
Река Дыменка берёт начало в урочище Зверево Угранского района. Устье реки находится в 274 км от устья Угры по левому берегу. Длина реки составляет 11 км.

## Данные водного реестра
По данным государственного водного реестра России относится к Окскому бассейновому округу, водохозяйственный участок реки — Угра от истока и до устья, речной подбассейн реки — Бассейны притоков Оки до впадения Мокши. Речной бассейн реки — Ока.
Код объекта в государственном водном реестре — 09010100412110000020736.